# Walter López
Walter Alberto López Gasco (Montevideo, 15 ottobre 1985) è un ex calciatore uruguaiano con passaporto spagnolo, di ruolo difensore.

## Caratteristiche tecniche
Gioca prevalentemente come terzino sinistro, dotato di buona corsa, può essere impiegato anche da centrocampista di fascia sinistra.

## Carriera

### Club
Ha iniziato la sua carriera sportiva nel Racing Club de Montevideo, club della sua città natale. Dal 2003 al 2007 ha militato nel River Plate Montevideo.
Da gennaio a giugno 2007 ha giocato in prestito nel club spagnolo dello Xerez. Da agosto a dicembre dello stesso anno invece si trasferisce in Messico, all'Tecos de la UAG. 

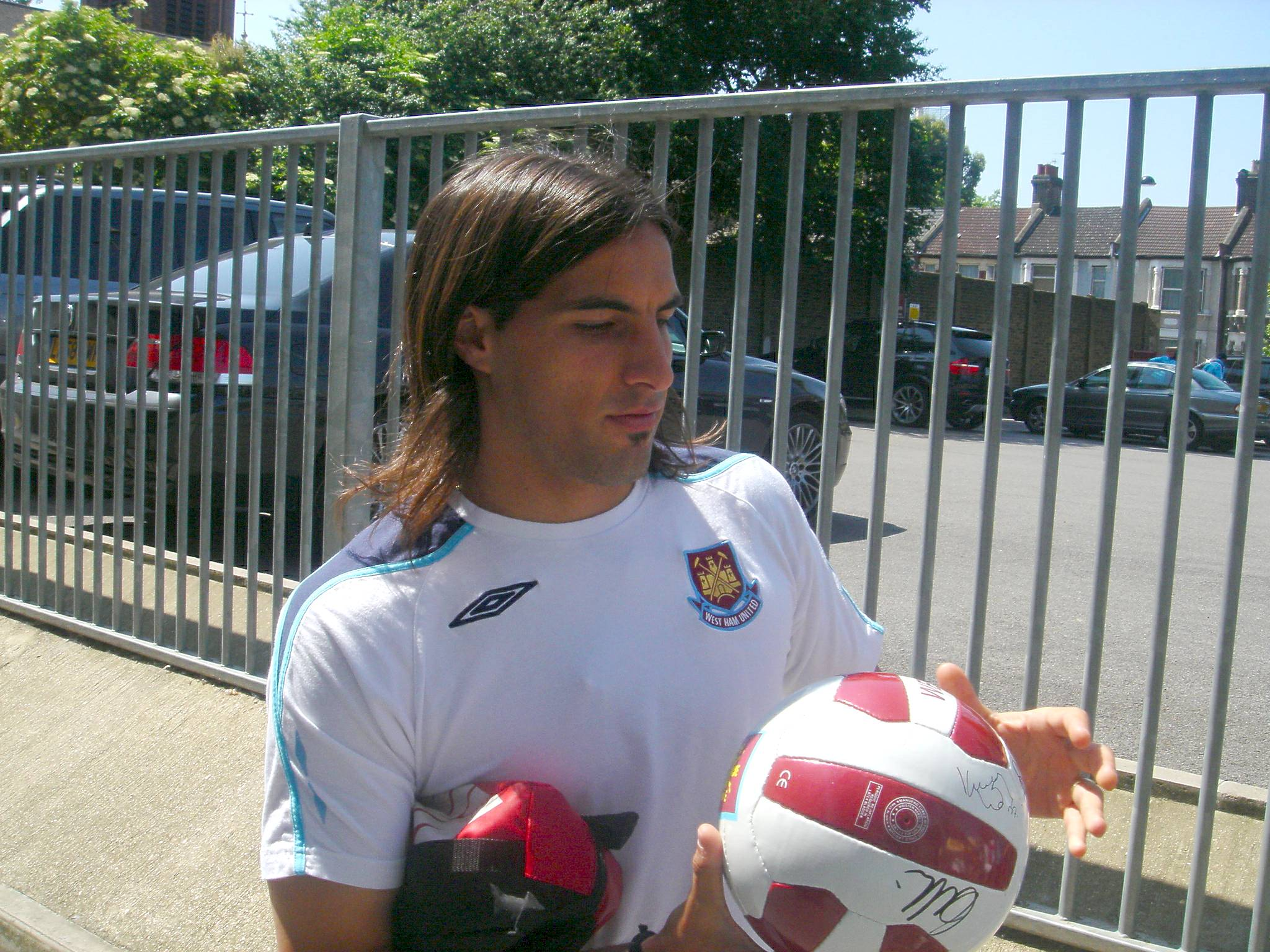
Walter López ai tempi del West Ham mentre firma degli autografi, nel 2009.

Nel settembre 2008 viene ingaggiato dal West Ham e debutta così in Premier League il 1º marzo 2009 nella partita West Ham-Manchester City (1-0). Tuttavia in stagione colleziona solo cinque presenze da subentrato.
Nel luglio 2009 torna in patria firmando con il Club Atlético Cerro. Nell'agosto dello stesso anno viene mandato in prestito nella serie B italiana, dove veste la maglia del Brescia con cui gioca titolare. Esordisce con le rondinelle nella partita Brescia-Cittadella (1-0) del 21 agosto 2009. Il 12 settembre seguente trova anche il suo primo gol in Italia siglato nella trasferta contro il Piacenza (1-3). Con il club lombardo disputa 31 partite in campionato e due nei play-off promozione, in cui il Brescia batte il Torino in finale conquistando la promozione in serie A.
Il 30 giugno 2010 torna al Cerro per fine prestito e rinnova il contratto per altri 3 anni. Passa subito in prestito in Romania, all'Università Craiova, con cui disputa solo quattro partite di Liga I.
Nel luglio 2011 viene venduto al Peñarol con cui debutta il 25 agosto seguente contro il Bella Vista. Segna due gol in 13 presenze nella stagione di Apertura 2011.
Nel gennaio 2012 passa al Cerro Porteño, club del Paraguay dove resta fino al 31 dicembre dello stesso anno.
Fa quindi ritorno al Peñarol nel gennaio 2013. Disputa il campionato vinto proprio dal Peñarol e la Coppa Libertadores 2013.
Il 18 settembre 2013 viene ingaggiato a parametro zero dal Lecce e fa così ritorno in Italia. Esordisce con il club salentino il 29 settembre seguente nella partita di campionato Perugia-Lecce. Segna la sua prima rete in giallorosso il 20 ottobre 2013 in occasione di Lecce-Gubbio (1-1). Il 30 luglio 2014 si accorda per un altro anno di contratto con la società giallorossa, con rinnovo automatico per altre due stagioni in caso di promozione in Serie B.
Il 26 giugno 2015, dopo due stagioni al Lecce, viene ufficializzato il suo ritorno in Sud America, in Paraguay, al Sol de América, con cui firma un contratto annuale.
Nel gennaio 2016 firma un contratto di un anno e mezzo con il Benevento. Tuttavia nella stagione 2016-2017 raggiunge il traguardo della promozione in Serie A con la società sannita.
Nell'estate 2017 dopo aver rescisso il contratto con le "streghe" approda allo Spezia l'11 agosto seguente firmando un contratto biennale.
Il 19 luglio 2018 passa a titolo definitivo alla Ternana. Dopo aver esordito in Coppa Italia ad agosto contro il Pontedera segna la sua prima rete con la maglia rossoverde l'11 novembre nel definitivo 3-0 nel derby casalingo contro il Gubbio. Il 31 gennaio 2019, dopo 19 presenze e 2 gol, viene ceduto alla Salernitana in cambio di Luca Castiglia.
Il 1º febbraio 2021 viene ceduto alla Triestina.

### Nazionale
Tra il maggio e il giugno 2006, ha giocato tre partite con l'Uruguay.

## Statistiche

### Presenze e reti nei club
| Stagione                 | Squadra                  | Campionato               | Campionato | Campionato | Coppe nazionali | Coppe nazionali | Coppe nazionali | Coppe continentali | Coppe continentali | Coppe continentali | Altre coppe | Altre coppe | Altre coppe | Totale | Totale |
| Stagione                 | Squadra                  | Comp                     | Pres       | Reti       | Comp            | Pres            | Reti            | Comp               | Pres               | Reti               | Comp        | Pres        | Reti        | Pres   | Reti   |
| ------------------------ | ------------------------ | ------------------------ | ---------- | ---------- | --------------- | --------------- | --------------- | ------------------ | ------------------ | ------------------ | ----------- | ----------- | ----------- | ------ | ------ |
| 2003-2004                | Racing Montevideo        | PD                       | 11         | 0          | -               | -               | -               | -                  | -                  | -                  | -           | -           | -           | 11     | 0      |
| 2004-2005                | River Plate Mont.        | PD                       | 2          | 1          | -               | -               | -               | -                  | -                  | -                  | -           | -           | -           | 2      | 1      |
| 2005-2006                | River Plate Mont.        | PD                       | 31         | 3          | -               | -               | -               | -                  | -                  | -                  | -           | -           | -           | 31     | 3      |
| 2006-gen. 2007           | River Plate Mont.        | PD                       | 11         | 1          | -               | -               | -               | -                  | -                  | -                  | -           | -           | -           | 11     | 1      |
| gen.-giu. 2007           | Xerez                    | SD                       | 11         | 0          | CR              | 0               | 0               | -                  | -                  | -                  | -           | -           | -           | 11     | 0      |
| 2007-gen. 2008           | Tecos de la UAG          | PD                       | 3          | 0          | -               | -               | -               | -                  | -                  | -                  | -           | -           | -           | 3      | 0      |
| gen.-giu. 2008           | River Plate Mont.        | PD                       | 2          | 0          | -               | -               | -               | -                  | -                  | -                  | -           | -           | -           | 2      | 0      |
| Totale River Plate Mont. | Totale River Plate Mont. | Totale River Plate Mont. | 46         | 5          |                 | -               | -               |                    | -                  | -                  |             | -           | -           | 46     | 5      |
| 2008-2009                | West Ham                 | PL                       | 5          | 0          | FACup+CdL       | 0+1             | 0               | -                  | -                  | -                  | -           | -           | -           | 6      | 0      |
| 2009-2010                | Brescia                  | B                        | 31+2       | 1          | CI              | 0               | 0               | -                  | -                  | -                  | -           | -           | -           | 33     | 1      |
| 2010-2011                | Univ. Craiova            | Liga I                   | 4          | 0          | CR              | 1               | 0               | -                  | -                  | -                  | -           | -           | -           | 5      | 0      |
| 2011-gen. 2012           | Peñarol                  | PD                       | 13         | 2          | -               | -               | -               | CL                 | 0                  | 0                  | -           | -           | -           | 13     | 2      |
| 2012                     | Cerro Porteño            | PD                       | 28         | 3          | -               | -               | -               | CS                 | 7                  | 1                  | -           | -           | -           | 35     | 4      |
| gen.-giu. 2013           | Peñarol                  | PD                       | 3          | 0          | -               | -               | -               | CL                 | 3                  | 0                  | -           | -           | -           | 6      | 0      |
| Totale Peñarol           | Totale Peñarol           | Totale Peñarol           | 16         | 2          |                 | -               | -               |                    | 3                  | 0                  |             | -           | -           | 19     | 2      |
| 2013-2014                | Lecce                    | 1D                       | 24+5       | 2          | CI+CI-LP        | 0               | 0               | -                  | -                  | -                  | -           | -           | -           | 29     | 2      |
| 2014-2015                | Lecce                    | LP                       | 31         | 0          | CI+CI-LP        | 2+1             | 0               | -                  | -                  | -                  | -           | -           | -           | 34     | 0      |
| Totale Lecce             | Totale Lecce             | Totale Lecce             | 55+5       | 2          |                 | 3               | 0               |                    | -                  | -                  |             | -           | -           | 63     | 2      |
| 2015                     | Sol de América           | PD                       | 20         | 1          | -               | -               | -               | -                  | -                  | -                  | -           | -           | -           | 20     | 1      |
| gen.-giu. 2016           | Benevento                | LP                       | 15         | 0          | CI+CI-LP        | 0               | 0               | -                  | -                  | -                  | SL-LP       | 2           | 0           | 17     | 0      |
| 2016-2017                | Benevento                | B                        | 30+5       | 1          | CI              | 1               | 0               | -                  | -                  | -                  | -           | -           | -           | 36     | 1      |
| Totale Benevento         | Totale Benevento         | Totale Benevento         | 45+5       | 1          |                 | 1               | 0               |                    | -                  | -                  |             | 2           | 0           | 53     | 1      |
| 2017-2018                | Spezia                   | B                        | 38         | 2          | CI              | 0               | 0               | -                  | -                  | -                  | -           | -           | -           | 38     | 2      |
| 2018-gen. 2019           | Ternana                  | C                        | 19         | 2          | CI+CI-C         | 3+0             | 0               | -                  | -                  | -                  | -           | -           | -           | 22     | 2      |
| gen.-giu. 2019           | Salernitana              | B                        | 13+2       | 0          | CI              | 0               | 0               | -                  | -                  | -                  | -           | -           | -           | 15     | 0      |
| 2019-2020                | Salernitana              | B                        | 24         | 0          | CI              | 1               | 0               | -                  | -                  | -                  | -           | -           | -           | 25     | 0      |
| 2020-gen. 2021           | Salernitana              | B                        | 14         | 0          | CI              | 1               | 0               | -                  | -                  | -                  | -           | -           | -           | 15     | 0      |
| Totale Salernitana       | Totale Salernitana       | Totale Salernitana       | 51+2       | 0          |                 | 2               | 0               |                    | -                  | -                  |             | -           | -           | 55     | 0      |
| gen.-giu. 2021           | Triestina                | C                        | 16+1       | 0          | CI              | 0               | 0               | -                  | -                  | -                  | -           | -           | -           | 17     | 0      |
| 2021-2022                | Triestina                | C                        | 27+2       | 0          | CI-C            | 0               | 0               | -                  | -                  | -                  | -           | -           | -           | 29     | 0      |
| Totale Triestina         | Totale Triestina         | Totale Triestina         | 43+3       | 0          |                 | 0               | 0               |                    | -                  | -                  |             | -           | -           | 46     | 0      |
| Totale carriera          | Totale carriera          | Totale carriera          | 426+17     | 19         |                 | 11              | 0               |                    | 10                 | 1                  |             | 2           | 0           | 466    | 20     |

### Cronologia presenze e reti in nazionale
| Cronologia completa delle presenze e delle reti in nazionale ― Uruguay | Cronologia completa delle presenze e delle reti in nazionale ― Uruguay | Cronologia completa delle presenze e delle reti in nazionale ― Uruguay | Cronologia completa delle presenze e delle reti in nazionale ― Uruguay | Cronologia completa delle presenze e delle reti in nazionale ― Uruguay | Cronologia completa delle presenze e delle reti in nazionale ― Uruguay | Cronologia completa delle presenze e delle reti in nazionale ― Uruguay | Cronologia completa delle presenze e delle reti in nazionale ― Uruguay |
| Data                                                                   | Città                                                                  | In casa                                                                | Risultato                                                              | Ospiti                                                                 | Competizione                                                           | Reti                                                                   | Note                                                                   |
| ---------------------------------------------------------------------- | ---------------------------------------------------------------------- | ---------------------------------------------------------------------- | ---------------------------------------------------------------------- | ---------------------------------------------------------------------- | ---------------------------------------------------------------------- | ---------------------------------------------------------------------- | ---------------------------------------------------------------------- |
| 21-5-2006                                                              | East Rutherford                                                        | Uruguay                                                                | 1 – 0                                                                  | Irlanda del Nord                                                       | Amichevole                                                             | -                                                                      |                                                                        |
| 27-5-2006                                                              | Belgrado                                                               | Serbia e Montenegro                                                    | 1 – 1                                                                  | Uruguay                                                                | Amichevole                                                             | -                                                                      | 56’ - 68’                                                              |
| 2-6-2006                                                               | Radès                                                                  | Tunisia                                                                | 0 – 0                                                                  | Uruguay                                                                | Amichevole                                                             | -                                                                      |                                                                        |
| Totale                                                                 |                                                                        | Presenze                                                               | 3                                                                      |                                                                        | Reti                                                                   | 0                                                                      |                                                                        |

## Palmarès
- Campionato paraguaiano: 1

Cerro Porteño: Apertura 2012
- Campionato uruguaiano: 1

Peñarol: 2012-2013
- Lega Pro: 1

Benevento: 2015-2016 (Girone C)